# Бродбент, Эд
Джон Эдвард «Эд» Бродбент (англ. John Edward "Ed" Broadbent; 21 марта 1936[…], Ошава, Онтарио — 11 января 2024, Оттава) — канадский социал-демократический политик, глава Новой демократической партии Канады в 1975—1989 годы, член парламента Канады в 1968—1990 и 2004—2006 годы. Компаньон ордена Канады.

## Биография
Эд Бродбент был вторым ребёнком из трёх в семье Перси и Мэри Бродбент. В 1955 году он поступил в университет Торонто в Тринити-колледж, где обучался философии и через четыре года получил степень бакалавра. Ещё через два года Бродбант получил магистерскую степень, а в 1962 году посещал лондонскую школу экономики. В 1966 году он получил учёную степень PhD, проведя исследования философа XIX века Джона Стюарта Милла.
В 1965 году Бродбант стал преподавать политические науки в университете Торонто. После ухода из политики в 1990 году Бродбент начал работу в Международном центре по правам человека и демократическому развитию.
В 1961 году Эд Бродбант женился на Ивонне Ямаока — японо-канадке, чью семью интернировали во время войны. Через шесть лет их брак распался. В 1971 году он женился повторно на Люсиль Манро и усыновил её сына. Позднее они вместе усыновят девочку. Овдовев в 2006 году, в 2014 году заключил брак с Эллен Мейксинс Вуд, известной как историк и политический теоретик.

## Политическая карьера
В 1961 году Бродбент вступил в Новую демократическую партию. В 1968 году он стал членом парламента, представляя округ Ошава. Бродбент представлял этот округ 21 год.
В 1971 году Бродбент пытался стать главой Новой демократической партии, но проиграл Дэвиду Льюису. В 1975 году он занял этот пост, победив Розмари Браун. Руководил НДП на четырёх выборах, и показатели партии на них стабильно росли. После выборов 1980 года премьер-министр Пьер Эллиот Трюдо даже предлагал Бродбенту сформировать коалиционное правительство, а на выборах 1984 года НДП лишь на 10 мест уступила Либеральной партии как ведущей оппозиционной.
На выборах 1988 года партия добилась большого успеха, увеличив представительство до 43 мест, но не смогла стать официальной оппозицией. Бродбент был недоволен результатами и в 1989 ушёл с поста главы партии. 
На международном уровне он параллельно был вице-президентом Социалистического интернационала при Вилли Брандте с 1979 по 1989 год. В 1990—1996 годах был первым директором созданного канадским парламентом надпартийного Международного центра прав человека и демократического развития.
В 2004 году по приглашению Джека Лейтона Бродбент вернулся в политику и стал депутатом Палаты общин. Однако в 2006 году он всё-таки ушёл из политики из-за болезни жены. В 2008 году вёл переговоры с экс-премьером Жаном Кретьеном о коалиции Либеральной и Новой демократической партии при поддержке Квебекского блока, однако планы расстроились из-за продления полномочий дейтвующего парламента при кабинете Стивена Харпера. В 2011 году был основан Институт Бродбента как социал-демократический аналитический центр, независимый от НДП.
Эд Бродбент скончался 11 января 2024 года. Стал первым канадским политиком, которому провели государственные похороны, хотя он не был ни главой правительства, ни лидером оппозиции.

## Награды и оценка
В 1980-х на короткое время в опросах общественного мнения Эд Бродбент опережал по популярности действующего премьер-министра Пьера Трюдо, став самым популярным лидером федеральной партии. В 1987 году 41 % населения поддерживал Новую демократическую партию.
27 октября 1993 года Эд Бродбент стал офицером ордена Канады, а 31 августа — компаньоном ордена.